# Jonathan Zongo
Jonathan Sundy Zongo (* 16. dubna 1989, Ouagadougou, Burkina Faso) je burkinafaský fotbalový záložník, který v současné době hraje v klubu UD Almería. Je také reprezentantem Burkiny Faso.

## Klubová kariéra
V roce 2010 přestoupil z burkinafaského klubu US Ouagadougou do Evropy do španělského týmu UD Almería, kde hrál nejprve za rezervní tým.

## Reprezentační kariéra
V A-mužstvu Burkiny Faso debutoval v roce 2013.
Zúčastnil se Afrického poháru národů 2015 v Rovníkové Guineji.